# Ralf Der
Ralf Der (* 24. August 1942 in Breitenbrunn, Erzgebirge, als Ralf Güldner) ist ein deutscher Physiker und Informatiker.

## Leben und Wirken
Ralf Der besuchte ab 1948 Grundschulen in Breitenbrunn und Crottendorf und ab 1956 die Johannes-R.-Becher-Oberschule in Annaberg-Buchholz, wo er 1960 das Abitur ablegte. 1958 nahm er den Familiennamen seiner in zweiter Ehe verheirateten Mutter an. Nach dem Armeedienst in der NVA studierte er ab 1962 Physik an der Universität Leipzig. 1968 erwarb er sein Diplom mit einer Arbeit zur Kernphysik, die er während eines einjährigen Aufenthalts am Zentralinstitut für Kernforschung der Akademie der Wissenschaften der DDR (AdW der DDR) in Rossendorf angefertigt hatte. Anschließend wurde er Aspirant an der Universität Leipzig und 1972 mit einer Schrift über die Quantenmechanische Vielteilchentheorie von Kernreaktionen promoviert. Von 1972 bis 1989 war er wissenschaftlicher Mitarbeiter am Zentralinstitut für Isotopen- und Strahlenforschung der AdW der DDR in Leipzig, wo er zur Statistischen Physik und speziell zur irreversiblen Thermodynamik und zur Quantenstatistik chemischer Reaktionen arbeitete. Er war ein enger Mitarbeiter von Reinhold Haberlandt, der Abteilungs- und später Bereichsleiter war. Mit ihm betreute er ab 1977 die Diplomarbeit von Angela Merkel, die 1973 ihr Physikstudium an der Universität Leipzig begonnen hatte. 1979/1980 nahm er mit einer kleinen Gruppe von Forschern aus der DDR an der 24. sowjetischen Antarktisexpedition teil. Er war auf der Georg-Forster-Station unweit der Nowolasarewskaja-Station im Königin-Maud-Land und führte dort geophysikalische und glaziologische Untersuchungen durch.
1984 erwarb er mit der Arbeit Statistische Mechanik und irreversible Thermodynamik: ein neuer Zugang zur allgemeinen Theorie der Transportprozesse den akademischen Grad Dr. sc. nat. (1990 umgewandelt in Dr. rer. nat. habil.). 1989 kehrte er an die Universität Leipzig zurück, wurde Oberassistent am Institut für Informatik (Abteilung Intelligente Systeme), 1995 Privatdozent und im Jahr 2000 Professor für Neuroinformatik und Robotik. In seinem neuen Arbeitsgebiet beschäftigte er sich mit künstlichen neuronalen Netzen, dem maschinellen Lernen und autonomen Robotern. Der publizierte mehr als 150 wissenschaftliche Aufsätze, wobei seine Beiträge zur Informatik besonders häufig zitiert werden.
Nach seiner Emeritierung im Jahr 2007 war er Gastwissenschaftler am Max-Planck-Institut für Mathematik in den Naturwissenschaften in Leipzig.

## Schriften (Auswahl)

### Monographien
- Ralf Der, Georg Martius: The Playful Machine. Theoretical Foundation and Practical Realization of Self-Organizing Robots (= Cognitive Systems Monographs. Band 15). Springer, Berlin, Heidelberg 2012, ISBN 978-3-642-20252-0.

### Aufsätze
- R. Der, R. Haberlandt: Linked-cluster expansions in the equations of motion method for nonequilibrium processes. In: Physica A. Band 79, Nr. 6, 1975, S. 597–616, doi:10.1016/0378-4371(75)90009-6.
- R. Der: Retarded and instantaneous evolution equations of macroobservables in non-equilibrium statistical mechanics. In: Physica A. Band 132, Nr. 1, 1985, S. 47–73, doi:10.1016/0378-4371(85)90117-7.
- H.-U. Bauer, R. Der, M. Herrmann: Controlling the Magnification Factor of Self-Organizing Feature Maps. In: Neural Computation. Band 8, Nr. 4, 1996, S. 757–771, doi:10.1162/neco.1996.8.4.757.
- T. Villmann, R. Der, M. Herrmann, T. M. Martinetz: Topology preservation in self-organizing feature maps: exact definition and measurement. In: IEEE Transactions on Neural Networks. Band 8, Nr. 2, 1997, S. 256–266, doi:10.1109/72.557663.
- Ralf Der: Self-organized acquisition of situated behaviors. In: Theory in Biosciences. Band 120, Nr. 3–4, 2001, S. 179–187.
- Ralf Der, Georg Martius: From Motor Babbling to Purposive Actions: Emerging Self-exploration in a Dynamical Systems Approach to Early Robot Development. In: S. Nolfi et al. (Hrsg.): From Animals to Animats 9. Conference Proceedings (= Lecture Notes in Computer Science). Band 4095. Springer, Berlin, Heidelberg 2006, ISBN 3-540-38608-4, S. 406–421, doi:10.1007/11840541_34.
- Ralf Der, Frank Güttler, Nihat Ay: Predictive information and emergent cooperativity in a chain of mobile robots. In: Artificial Life. Band XI, 2008, S. 166–172 (online [PDF; abgerufen am 12. August 2025]).
- N. Ay, N. Bertschinger, R. Der, F. Güttler, E. Olbrich: Predictive information and explorative behavior of autonomous robots. In: European Physical Journal B. Band 63, 2008, S. 329–339, doi:10.1140/epjb/e2008-00175-0.
- Ralf Der, Georg Martius: Novel plasticity rule can explain the development of sensorimotor intelligence. In: Proc. Nat. Acad. Sci. Band 112, Nr. 45, 2015, S. E6224–E6232, doi:10.1073/pnas.1508400112.